# 独占!おとなの時間
『独占!おとなの時間』（どくせん おとなのじかん）は、1977年4月2日から1981年9月26日まで東京12チャンネル（現・テレビ東京）で毎週土曜深夜に放送されていた情報バラエティ番組である。

## 概要
前身番組『独占!男の時間』が放送倫理上の限界を追求しすぎて打ち切りになったことの反省に立ち、本番組はあくまでも「情報番組」という路線を軸に、お色気要素を盛り込んで放送された。当時の日本は男性優位の世の中であったため、「お色気番組」と呼ばれる種類の番組は本番組に限らず、かなりの時間を割いて男性視聴者向けに女性のヌードを放送していた。その一方で、社会問題やサブカルチャーなどの話題を中心に据えて放送することもしばしばあった。メジャー・デビュー前のシャネルズ（現・ラッツ&スター）が、本番組内で「SH-BOOM」などのドゥーワップを披露していた。
放送開始から4年半後、番組は製作局の社名が「テレビ東京」へと変わるのと同時に終了。替わって、明石家さんまを司会に据えた後継番組『サタデーナイトショー』がスタートした。この頃から地上波のテレビ番組では、芸術性のある作品であっても、刺激のあるエロティックな映像が登場する機会が急速に少なくなっていった。

## 出演者
- 司会
  - 沢たまき（1977年4月 - 1980年9月）
  - 諸口あきら（1977年4月 - 1980年9月）
  - 恩地日出夫（1980年10月 - 1981年9月26日）
  - 清水クーコ（1980年10月 - 1981年9月26日）
  - 吉幾三
- その他
  - セーラ・ミミ（ヌードダンサー）
  - 麻世れいら（愛称:モア・エレクト姐ちゃん[1]）

## コーナー
- れいらのはだかの3分間
  - 麻世れいらがトルコ風呂などをレポートした[2]。

## 主な放送内容
- 1977年4月2日：応蘭芳、西尾三枝子、浜かおる、キャシー中島（ゲスト出演）
- 1977年4月16日：桜田淳子（ゲスト出演）
- 1977年4月30日：OH!地中海の夏の肌 灼熱のCMガール夏目雅子初登場
- 1977年5月28日：下着献上!Bペア、Pレディ 失神者続出数千億の赤い恐怖
- 1979年7月21日：真夏の夜のおとな縁日
- 1980年10月11日：女子大生特集キャンパスクラブ突撃ルポ

## ネット局
- 東京12チャンネル（制作局)
- テレビ和歌山 - 1977年4月23日開始。のちに金曜日23時05分からの放送となるも、のちに再び同時ネット化。
- サンテレビ - 1977年4月8日放送開始。開始当初は金曜23時23分(のちに23時53分)からの時差ネットだったが、1978年10月8日より同時ネットに移行。
- 近畿放送 - 1977年4月7日放送開始。当初は木曜23時15分からの時差ネットだったがのちに金曜24時00分、同23時45分からの放送となる。1978年10月8日より同時ネットに移行。
- 奈良テレビ - 日曜22時30分より時差ネット。
- 岐阜放送 - 金曜22時15分から時差ネット。
- 東日本放送 - 日曜（土曜深夜）0:05 から20分遅れネット[3]
- 福島中央テレビ[3]
- 三重テレビ
- 富山テレビ
- 石川テレビ - 月曜（日曜深夜）0:15 から遅れネット[4]
- テレビ静岡 - 日曜（土曜深夜）0:15 から30分遅れネット[5]

## 関連書籍
- OUT （月刊OUT）『大特集・これが東京12チャンネルだ！』（みのり書房、1977年11月）